# Witold Białynicki-Birula

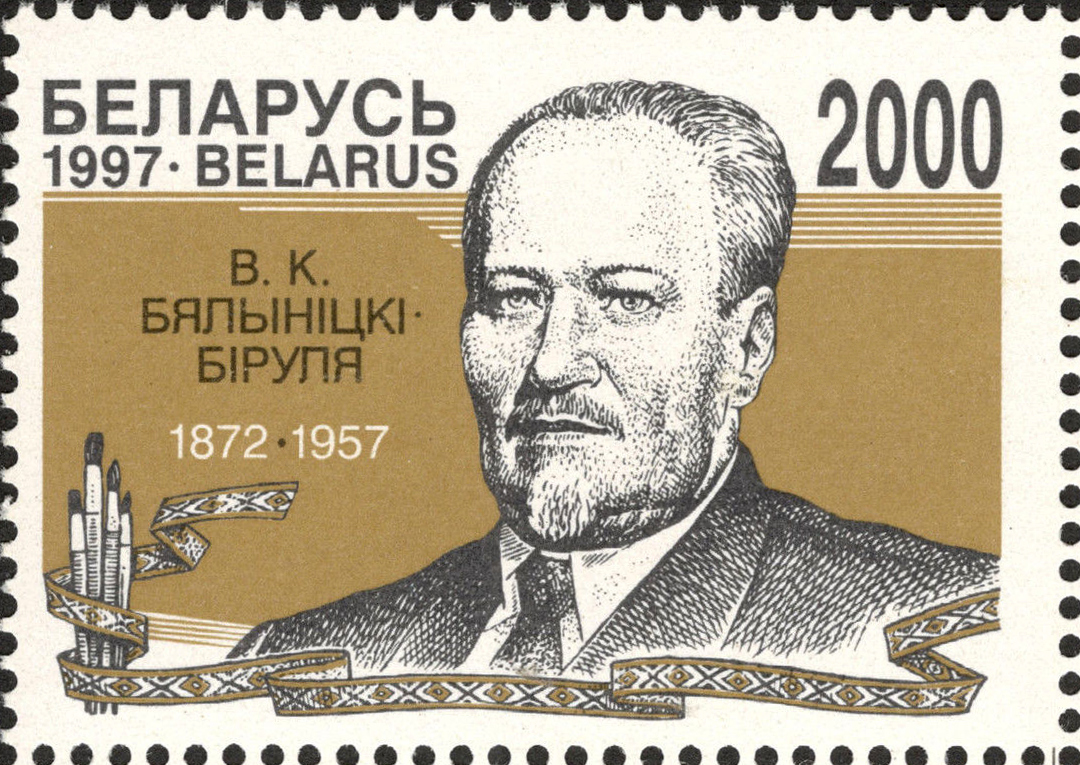
Białoruski znaczek pocztowy z 1997 roku upamiętniający malarza

Witold Kaetanawicz Białynicki-Birula, biał. Вітольд Каэтанавіч Бялыніцкі-Біруля, ros. Витольд Каэтанович Бялыницкий-Бируля (ur. 31 stycznia 1872 w Krynkach, obecnie obwód mohylewski, zm. 18 czerwca 1957 w Moskwie) – białoruski pejzażysta, od 1947 roku członek Akademii Sztuk Pięknych ZSRR. W 1944 roku otrzymał tytuł Ludowego Artysty BSRR, a w 1947 Ludowego Artysty RFSRR.

## Życiorys
Ukończył w 1885 szkołę kadetów w Kijowie, a następnie w latach 1885–1889 studiował w tym mieście malarstwo w szkole rysunku u I. Muraszki. Następnie kontynuował naukę w Moskwie w Moskiewskiej Szkole Malarstwa, Rzeźby i Architektury. Mieszkał w Moskwie, czasami pracował też w obwodzie twerskim.
Swoje pejzaże prezentował od 1891 roku na wystawach. Był wielokrotnie nagradzany, m.in. w 1899 roku zdobył w Moskwie pierwszą nagrodę imienia W. Botkina, w 1909 roku złoty medal na międzynarodowej wystawie sztuki w Monachium, a także brązowy medal na międzynarodowej wystawie sztuki w Barcelonie odbywającej się w latach 1911–1912. 
Uczył rysunku w kilkunastu szkołach w Moskwie i obwodzie twerskim. W 1918 był jednym z założycieli stowarzyszenia Izograf. Napisał pamiętniki, wydane w 1958 roku w Moskwie. Pochowany na Cmentarzu Nowodziewiczym w Moskwie.